# Matelea atrostellata
Matelea atrostellata är en oleanderväxtart som beskrevs av Rintz. Matelea atrostellata ingår i släktet Matelea och familjen oleanderväxter. Inga underarter finns listade i Catalogue of Life.